# آرامستان ارامنه گلوگرد
گورستان ارامنه گلو گرد مربوط به دوره صفوی - قاجار است و در شهرستان بروجن، شهر بلداجی، ۲۰۰ متری شمال غرب شهرک گلوگرد واقع شده و این اثر در تاریخ ۲۵ خرداد ۱۳۸۱ با شمارهٔ ثبت ۵۸۷۴ به‌عنوان یکی از آثار ملی ایران به ثبت رسیده است.